# Немов, Алексей Юрьевич

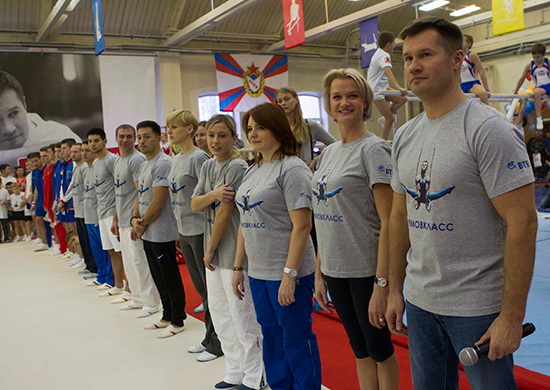
Алексей Немов и Светлана Хоркина на открытом мастер-классе для юных спортсменов ЦСКА, 31 октября 2015 года

Алексе́й Ю́рьевич Не́мов (род. 28 мая 1976, пос. Барашево, Мордовская АССР) — российский гимнаст, четырёхкратный олимпийский чемпион, пятикратный чемпион мира. Полковник ВС РФ запаса. Бывший член Высшего совета политической партии «Единая Россия».

## Биография
С шести лет начал заниматься спортивной гимнастикой в специализированной детско-юношеской школе олимпийского резерва Волжского автозавода в городе Тольятти. Учился в 34-й школе. С 1983 года тренируется у мастера спорта по гимнастике, заслуженного тренера России Евгения Григорьевича Николко. В 1999 году окончил Тольяттинский государственный университет (до 2001 года Тольяттинский филиал Самарского государственного педагогического университета).

### Спортивная карьера
Первую победу Алексей Немов одержал в 1989 году на молодёжном первенстве СССР. После удачного старта практически каждый год он стал добиваться выдающихся результатов. В 1990 году Немов стал победителем в отдельных видах многоборья на Спартакиаде учащейся молодёжи СССР. В 1990—1993 годах он был неоднократным участником международных соревнований и победителем как в отдельных видах программы, так и в абсолютном первенстве.
В 1993 году Немов завоёвывает победу на Кубке РСФСР в многоборье, а на международной встрече «Звёзды мира 94» становится бронзовым призёром в многоборье. Через год Алексей Немов побеждает на чемпионате России, становится четырёхкратным чемпионом Игр доброй воли в Санкт-Петербурге и получает три золотых и одну серебряную медаль на чемпионате Европы в Италии.
На XXVI Олимпийских играх в Атланте (США) Алексей Немов становится двукратным олимпийским чемпионом, получает две золотые, одну серебряную и три бронзовые медали. В 1997 году он завоёвывает золотую медаль на чемпионате мира в Швейцарии. В 2000 году Алексей Немов побеждает на чемпионатах мира и Европы, становится призёром Кубка мира. На XXVII Олимпийских играх в Сиднее (Австралия) Алексей стал абсолютным чемпионом, завоевав шесть олимпийских медалей: две золотые, одну серебряную и три бронзовые.
На Олимпийские игры 2004 года в Афинах Немов приехал в ранге явного фаворита и лидера сборной России, несмотря на полученную перед соревнованиями травму, показав высокий класс, уверенность исполнения и сложность программ. Однако его выступление на перекладине со сложнейшими элементами (включая 6 перелётов, в их числе связку из трёх перелётов Ткачёва и перелёта Гингера) было омрачено скандалом. Судьи выставили явно заниженные оценки (особенно судья из Малайзии, поставивший лишь 9,6 балла), средняя составила 9,725. После этого возмущённые зрители в зале, стоя, в течение 7-8 минут непрекращающимися криками, рёвом и свистом протестовали против решения судей и овациями поддерживали спортсмена, не давая выйти на помост следующему (американскому) спортсмену. Растерявшиеся судьи и техком ФИЖ впервые в истории гимнастики изменили оценки, выставив среднюю немного выше — 9,762, но всё равно лишающую Немова медали. Публика продолжила возмущаться и прекратила протесты, лишь когда сам Алексей вышел и обратился к зрителям с просьбой успокоиться. После этого случая некоторые судьи были отстранены от судейства, спортсмену было принесено официальное извинение, а в правила были внесены революционные изменения (помимо оценки за технику, была введена оценка за сложность, которая учитывала каждый элемент отдельно, а также связки между отдельными сложными элементами).

### Общественная деятельность
Является членом Общественного совета при Министерстве обороны РФ.
С 26 июля 2010 года — член Патриаршего совета по культуре (Русская православная церковь).
В 2018 году являлся доверенным лицом Владимира Путина на президентских выборах.
В 2019 году на родине в Тольятти, разработан проект строительства спорткомплекса «Немов-Центр» на улице Юбилейная.

### Личная жизнь
Жена Галина, два сына.

### Награды

#### Государственные награды России
- Орден «За заслуги перед Отечеством» IV степени (19 апреля 2001 года) — за большой вклад в развитие физической культуры и спорта, высокие спортивные достижения на Играх XXVII Олимпиады 2000 года в Сиднее[6];
- Орден Мужества (6 января 1997 года) — за заслуги перед государством и высокие спортивные достижения на XXVI летних Олимпийских играх 1996 года[7];
- Орден Почёта (18 февраля 2006 года) — за большой вклад в развитие физической культуры и спорта и высокие спортивные достижения[8].

#### Ведомственные награды
- Медаль «За отличие в военной службе» (Минобороны) I, II и III степеней;
- Юбилейная медаль «100 лет Центральному спортивному клубу Армии» (июль 2023 года) — за разумную инициативу, усердие и отличие по службе, добросовестное исполнение трудовых обязанностей.

#### Иные награды
Почётный гражданин города Тольятти (2000).
В 2008 году на церемонии вручения премии Laureus World Sports Awards Алексею Немову был вручён поощрительный приз.
В 2004 году за благородное и спортивное поведение во время соревнований получил специальный приз CIFP (Международный комитет Fair Play).
В 2004 году за выдающийся талант, трудолюбие и целеустремлённость в достижении высоких творческих и профессиональных целей Алексею Немову вручена национальная премия «Россиянин года» в номинации «Триумфатор».
В ноябре 2005 года председатель Олимпийского комитета Польши Пётр Нуровский вручил Алексею Немову награду Fair Play — приз Пьера де Кубертена в номинации «За поступок».

### Документальные фильмы
- «Начать сначала. Алексей Немов» («Россия-2», 2011)

### Книги
Алексей Немов — автор книги о своём жизненном пути «Честная игра» (в соавторстве со спортивным журналистом Ириной Степанцевой).

### Конфликт с активистами движения «СтопХам»
15 февраля 2016 года у спортсмена произошёл конфликт с активистами движения «СтопХам» из-за неправильно припаркованного автомобиля Немова. Немов припарковался вторым рядом на проезжей части улицы, загородив движение машин; активисты «СтопХама» наклеили на лобовое стекло автомобиля стикер «Мне плевать на всех, паркуюсь где хочу», после чего Немов, нецензурно ругаясь, вышел из машины и начал драться с активистами из «СтопХама». Супруга гимнаста выразила мнение, что случившееся было провокацией и заявила о планах мужа разобраться в случившемся. В связи с широким освещением прессой этого случая Немов сам прокомментировал произошедшее.